# Loricariinae
Los loricarinos (Loricariinae) es una subfamilia de peces siluriformes de agua dulce integrante de la  familia Loricariidae. Las especies que incluye (agrupadas en alrededor de 30 géneros) habitan en aguas templadas y cálidas del Neotrópico y son denominadas comúnmente viejas del agua.

## Distribución y hábitos
Las especies que integran esta subfamilia se distribuye en cursos fluviales de aguas templadas y cálidas de Centro y Sudamérica, desde Costa Rica por el norte hasta la cuenca del Plata por el sur, alcanzando en latitudes australes hasta el centro-este de la Argentina (la cuenca del río Salado, en el centro de Buenos Aires).
Hábitos
Son peces que viven en el lecho de los ríos y lagunas, adhiriéndose también a troncos y rocas por medio de sus bocas a modo de ventosas. Son mayormente nocturnos, con una alimentación omnívora. Suelen preferir descansar entre ramas sumergidas, ya que allí, por su forma alargada y baja y por su coloración, logran pasar más fácilmente desapercibidos ante los ojos de sus depredadores.

## Taxonomía
Esta subfamilia fue descrita originalmente en el año 1831 por el naturalista, político y ornitólogo francés Charles Lucien Bonaparte.

### Subdivisión
Esta subfamilia se subdivide en 2 Tribus, ambas descritas por Isaäc J. H. Isbrücker en el año 1979.
- Harttiini Isbrücker, 1979
- Loricariini Isbrücker, 1979

### Características y relaciones filogenéticas

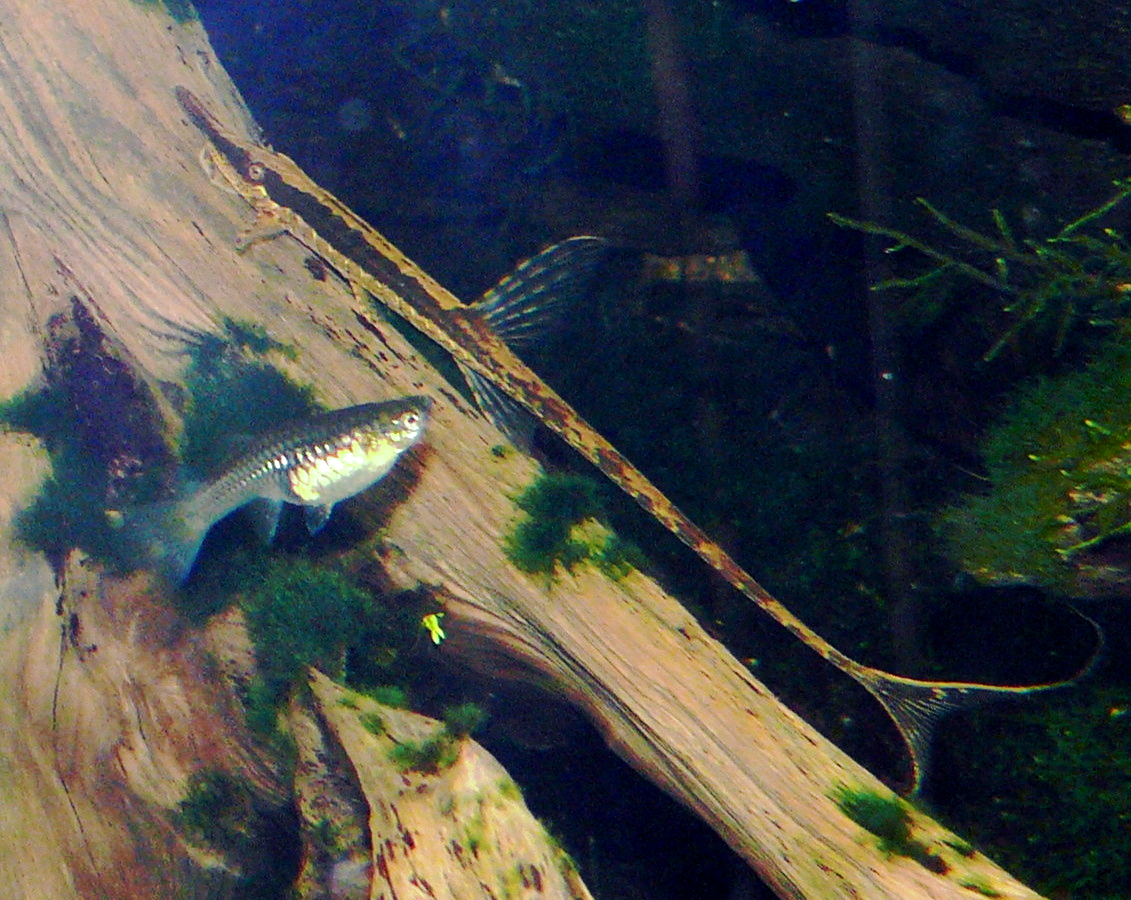
Farlowella arcus.

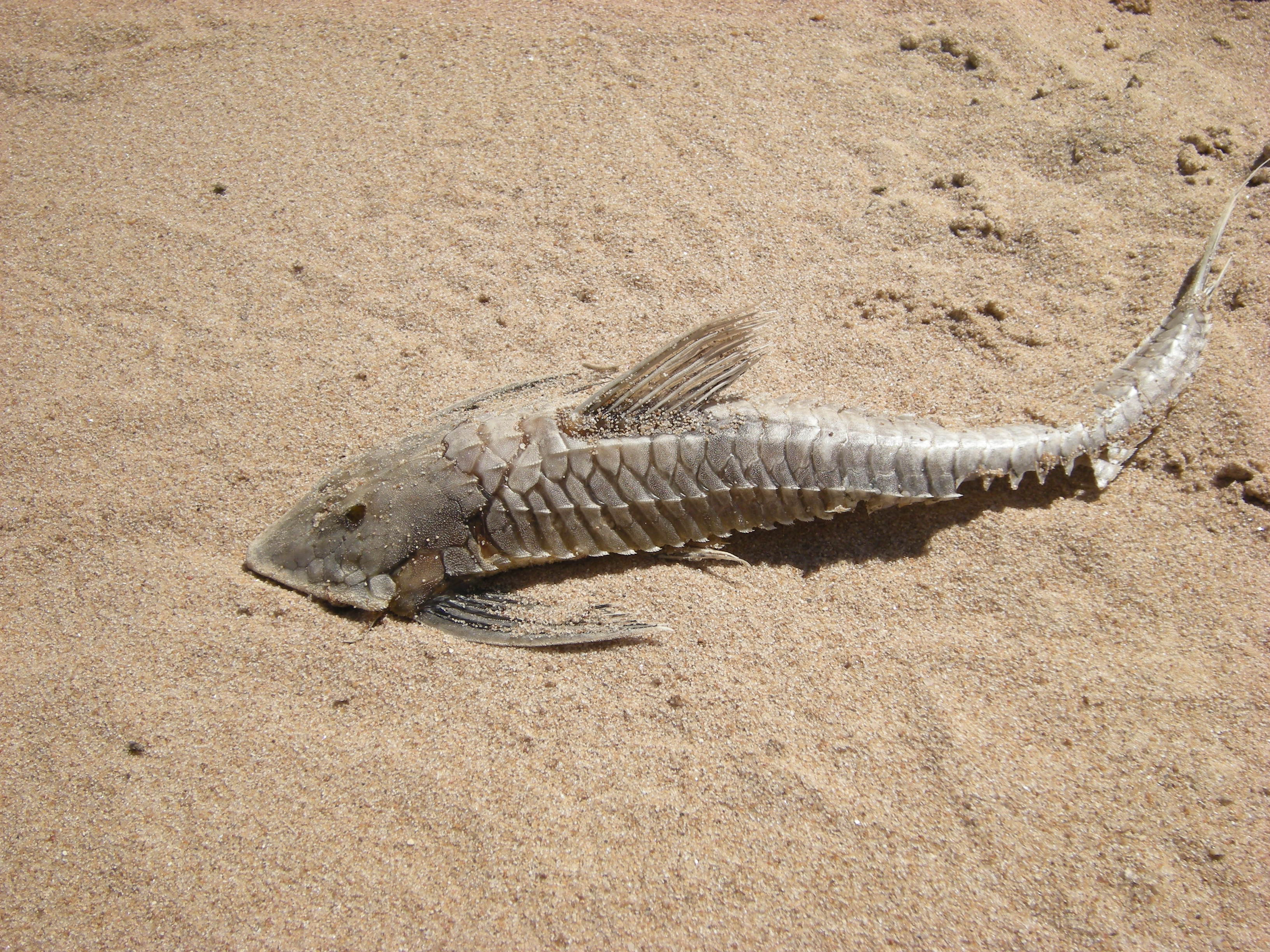
Paraloricaria vetula.

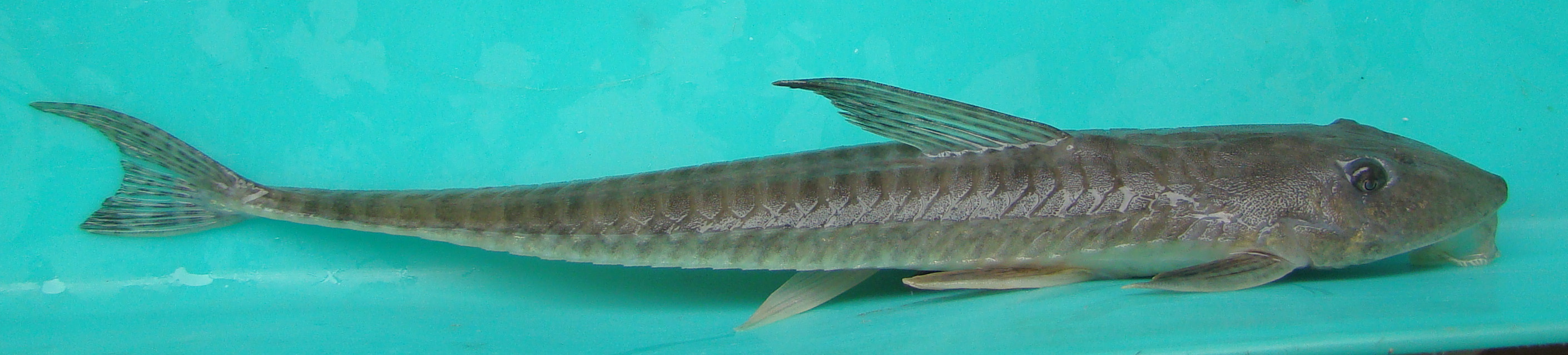
Loricariichthys anus.

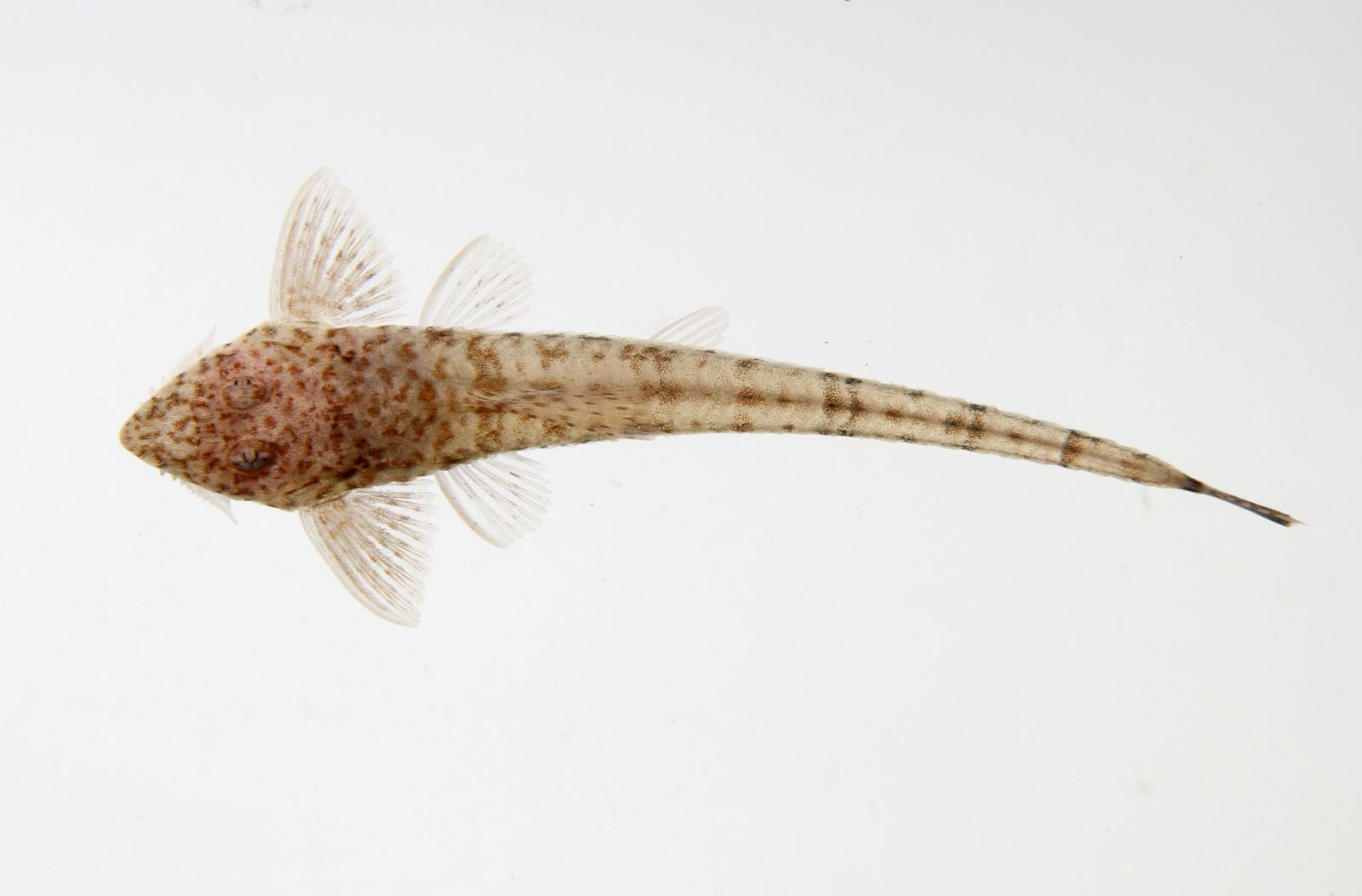
Rineloricaria sp.

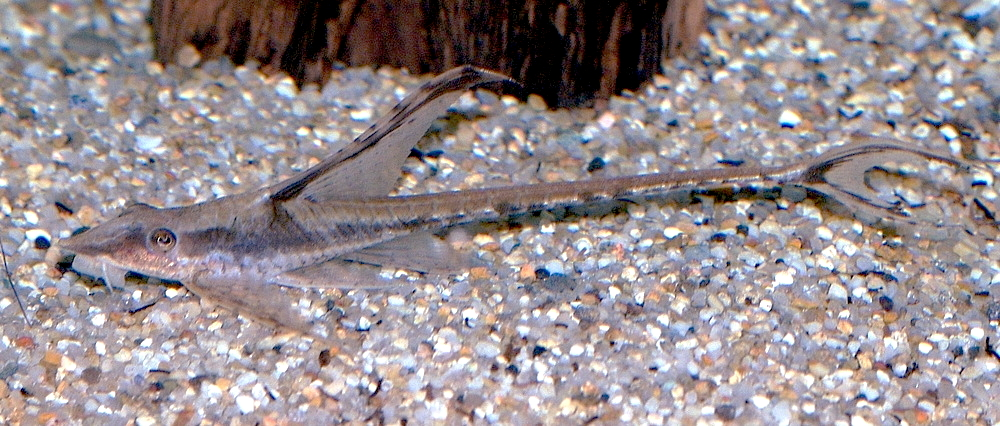
Sturisoma panamense.

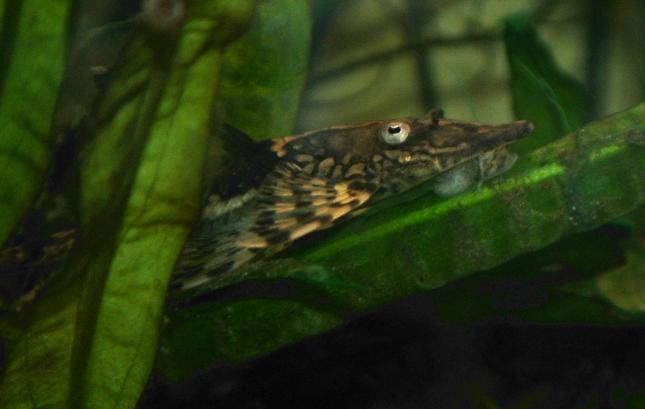
Sturisomatichthys leightoni.

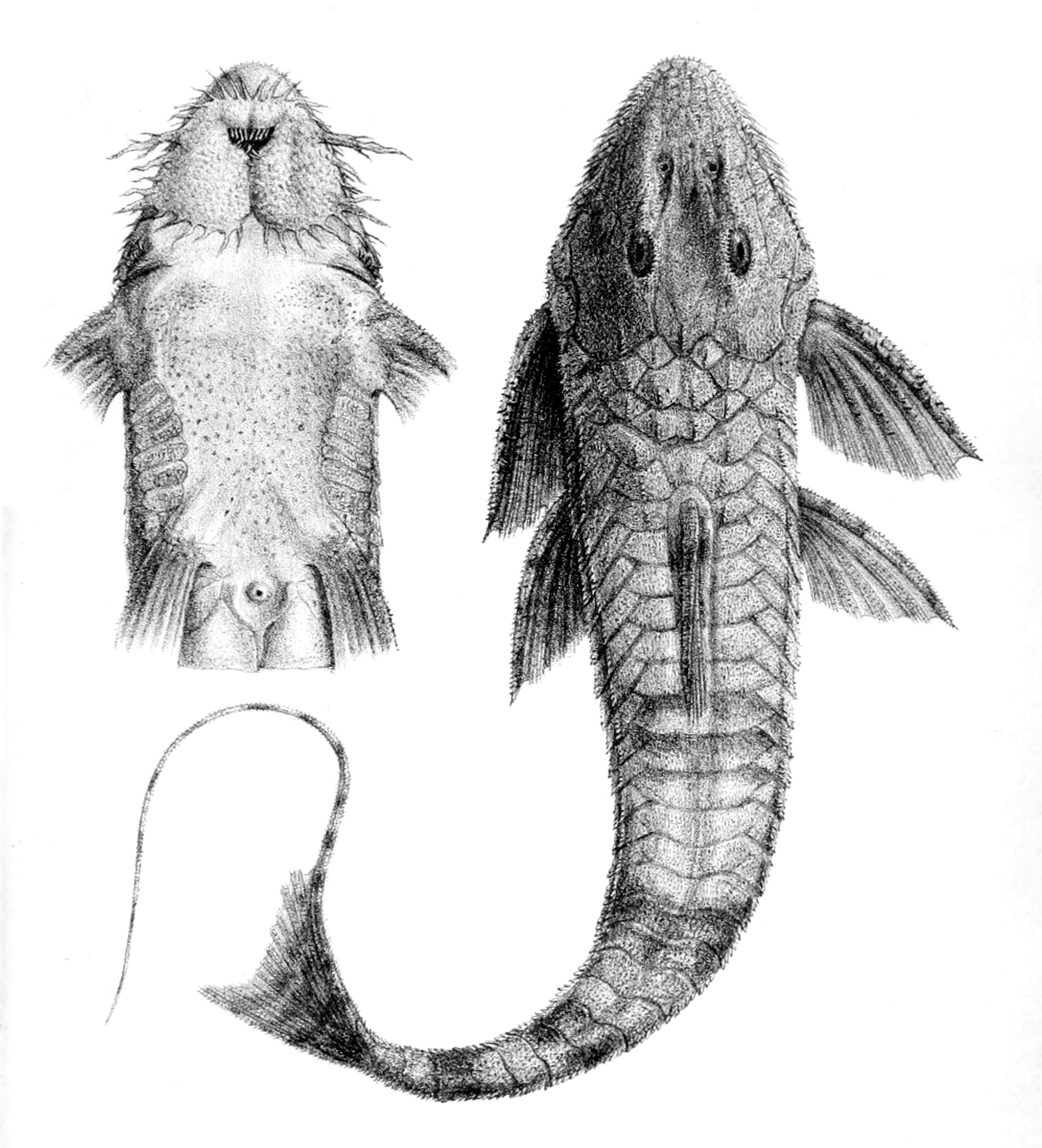
Spatuloricaria evansii.

Dentro de la familia Loricariidae, los miembros de la subfamilia Loricariinae presentan rasgos morfológicos altamente diversificados, si bien tienen en común la presencia de un largo y aplanado pedúnculo caudal y por la ausencia de aleta adiposa.
Muestran una notable variación en la forma del cuerpo, así como en la morfología de los labios y en la dentición. Las diferencias morfológicas entre los dos sexos frecuentemente suele ser pronunciada. Los machos que alcanzan la madurez sexual frecuentemente presentan hipertrofia de odontoides en los radios de la aleta pectoral, sobre el borde del hocico y, a veces, en el área de predorsal. En el caso de ciertos géneros, también se observa dimorfismo sexual en las estructuras de los labios y hasta la de los dientes.

#### Subdivisión tradicional
Para mediados del año 2015, y exceptuando algunos géneros descritos o revalidados mayormente por Isbrücker, esta era la subdivisión tradicionalmente aceptada.
Tribu Loricariini
- Grupo Loricaria
  - Brochiloricaria Isbrücker & Nijssen in Isbrücker, 1979
  - Loricaria Linnaeus, 1758
  - Paraloricaria Isbrücker, 1979
  - Proloricaria (Isbrücker & Nijssen, 1978)
  - Ricola Isbrücker & Nijssen, 1974

- Grupo Loricariichthys
  - Furcodontichthys Rapp Py-Daniel, 1981
  - Hemiodontichthys Bleeker, 1862
  - Limatulichthys Isbrücker & Nijssen in Isbrücker, 1979
  - Loricariichthys Bleeker, 1862
  - Pseudoloricaria Bleeker, 1862

- Grupo Pseudohemiodon
  - Apistoloricaria Isbrücker & Nijssen, 1986
  - Crossoloricaria Isbrücker, 1979
  - Dentectus Martín Salazar, Isbrücker & Nijssen, 1982
  - Planiloricaria Isbrücker, 1971
  - Pseudohemiodon Bleeker, 1862
  - Pyxiloricaria Isbrücker & Nijssen, 1984
  - Reganella Eigenmann, 1905
  - Rhadinoloricaria Isbrücker & Nijssen, 1974

- Grupo Rineloricaria
  - Dasyloricaria Isbrücker & Nijssen in Isbrücker, 1979
  - Fonchiiichthys Isbrücker & Michels, 2001
  - Hemiloricaria Bleeker, 1862
  - Ixinandria Isbrücker & Nijssen in Isbrücker, 1979
  - Leliella Isbrücker, Seidel, Michels, Schraml & Werner, 2001
  - Rineloricaria Bleeker, 1862
  - Spatuloricaria Schultz, 1944

Tribu Harttiini
- Aposturisoma Isbrücker, Britski, Nijssen & Ortega, 1983
- Cteniloricaria Isbrücker & Nijssen in Isbrücker, 1979
- Farlowella Eigenmann & Eigenmann, 1889
- Harttia Steindachner, 1877
- Harttiella Boeseman, 1971
- Lamontichthys Miranda Ribeiro, 1939
- Metaloricaria Isbrücker, 1975
- Pterosturisoma Isbrücker & Nijssen, 1978
- Quiritixys Isbrücker, Seidel, Michels, Schraml & Werner, 2001
- Sturisoma Swainson, 1838
- Sturisomatichthys Isbrücker & Nijssen in Isbrücker, 1979

#### Otras subdivisiones propuestas
Aunque se han realizado numerosos estudios taxonómicos sobre la familia Loricariidae, no había una filogenia molecular integral de esta subfamilia hasta que en el año 2015 se publicó una, realizada por los investigadores Raphael Covain, Sonia Fisch-Muller, Claudio Oliveira, Jan H. Mol, Juan I. Montoya-Burgos y Stéphane Dray. En la misma se utilizó información genética de 350 de sus integrantes, con base en el análisis de 8426 posiciones de sus genes mitocondriales y nucleares. La filogenia resultante corroboró la división de Loricariinae en dos tribus hermanas: Harttiini y Loricariini, pero ambos conjuntos resultaron contener clados parafiléticos. Para resolver estos problemas, y dado la falta de características morfológicas definidas de muchos de los géneros establecidos, los investigadores han propuestos arreglos taxonómicos para hacer coincidir la sistemática tradicionalmente aceptada (resultante de rasgos morfológicos) con la molecular encontrada.
La tribu Harttiini quedó restringida a 3 géneros: Cteniloricaria, Harttiella y Harttia (que se propuso que incluya a Quiritixys como sinónimo más moderno).
Dentro de Loricariini se distinguen dos subtribus: Farlowellina y Loricariina. Dentro Farlowellina, el género nominal Farlowella formó en el estudio un grupo parafilético, al igual que Sturisoma y Sturisomatichthys. Para arreglarlo se propuso que el género Sturisoma quede restringido a las especies que habitan al oriente del encadenamiento andino y que el género Sturisomatichthys quede acotado a los taxones que se distribuyen al occidente de los Andes.
Dentro de Loricariina: Apistoloricaria, Crossoloricaria y el nominal Loricaria, también resultaron parafiléticos. Para arreglarlo se propuso que las especies de Apistoloricaria y Crossoloricaria que se distribuyen al este de los Andes sean reagrupadas dentro del género Rhadinoloricaria. De este modo, el género Crossoloricaria quedaría limitado a las especies que habiten al oeste de la cordillera andina.
Dentro del género Rineloricaria se propuso que incluya a todas las especies que integran los géneros: Ixinandria, Hemiloricaria, Fonchiiichthys y Leliella. Se consideró como válido al género Proloricaria, el cual había sido puesto en duda por otros autores.